# 霍爾茨格拉本河 (阿爾特米爾河支流)
49°09′26″N 10°42′13″E / 49.15709°N 10.70370°E
霍爾茨格拉本河（德語：Holzgraben），是德國的河流，位於該國東南部，由巴伐利亞負責管轄，屬於阿爾特米爾河的左支流，河道全長2公里，處於濱湖穆爾附近。